# Kill Aniston
Kill Aniston es una influyente banda mexicana de rock independiente, formada en 1998 en la Ciudad de México. Liderada por Josué Guijosa (voz y guitarra), la banda también cuenta con Roy Cañedo (batería y voz), Antonio Niram (bajo y voz) y Eric Dabdoub (guitarra). Su sonido característico, que combina elementos de rock, folk y pop, ha resonado profundamente en la escena alternativa, posicionándolos como referentes del género en México

## Historia
Kill Aniston surgió como un proyecto alterno a Sad Breakfast, la banda de indie rock a la que pertenecía Josué Guijosa. Con el tiempo, Kill Aniston se consolidó como una de las agrupaciones más representativas del rock independiente en México. Su primer álbum, "Los Divorciados", lanzado en 2006, marcó un antes y un después en su trayectoria, abriéndoles las puertas de los principales festivales de rock en el país y permitiéndoles compartir escenario con bandas de renombre tanto a nivel nacional como internacional. 
La propuesta musical de Kill Aniston destaca por sus letras sencillas, relatos cotidianos y una música ligera que conecta con historias comunes, aquellas que todos han vivido o escuchado alguna vez. En 2009, la banda decidió tomar un receso de dos años para enfocarse en la creación de su cuarta producción discográfica, "Hospitales y Funerales". Tras este lanzamiento, realizaron su primer split titulado "Fletxes" (Flechas), en colaboración con la banda amiga Kar Accidents.

Desde 2012, Kill Aniston ha recorrido toda la República Mexicana con su innovadora propuesta llamada "Gira en KAsas", una serie de conciertos íntimos en espacios no convencionales. Actualmente, la banda se encuentra trabajando en su octava producción, que será lanzada bajo el sello Discos Intolerancia en enero de 2017.

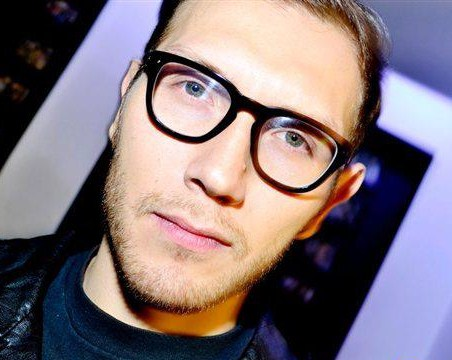
Josué Guijosa

## Integrantes

### Formación actual
- Josué Guijosa - vocal, guitarra
- Antonio Niram - bajo,voz
- Roy Cañedo - batería, voz
- Eric Dabdoub- Guitarra

## Discografía
- 2006 Los Divorciados (EP)
- 2006 Canciones Que Casi Olvido
- 2008 Biográﬁco
- 2011 Viva la KA!!!
- 2013 Hospitales Y Funerales
- 2015 Fletxes (Split con Kar Accidents)
- 2016 Recapitulante (Compilado)
- 2017 Los Ángeles De La Ciudad De México

## Festivales
- Rock por la vida 2016
- Vive Latino 2016 “Carpa Intolerante”
- Vive Latino 2007  “Escenario Verde”
- Vive Latino 2008  “Escenario Azul”
- Festival Extremo 2008
- Happy Fest 2006
- Corona Music Fest 2006 “Escenario”[1]
- Festival RMX “Escenario”
- Festival Neurótica “Escenario”
- MANIFEST 2006[2]

## Participaciones Especiales
- Teatro Metropólitan.

Participación especial con División Minúscula
- Lunario auditorio Nacional.

Participación especial con la banda Phoenix (Francia)
- Plaza Condesa.

Participación especial con División Minúscula